# Mini-questione reale

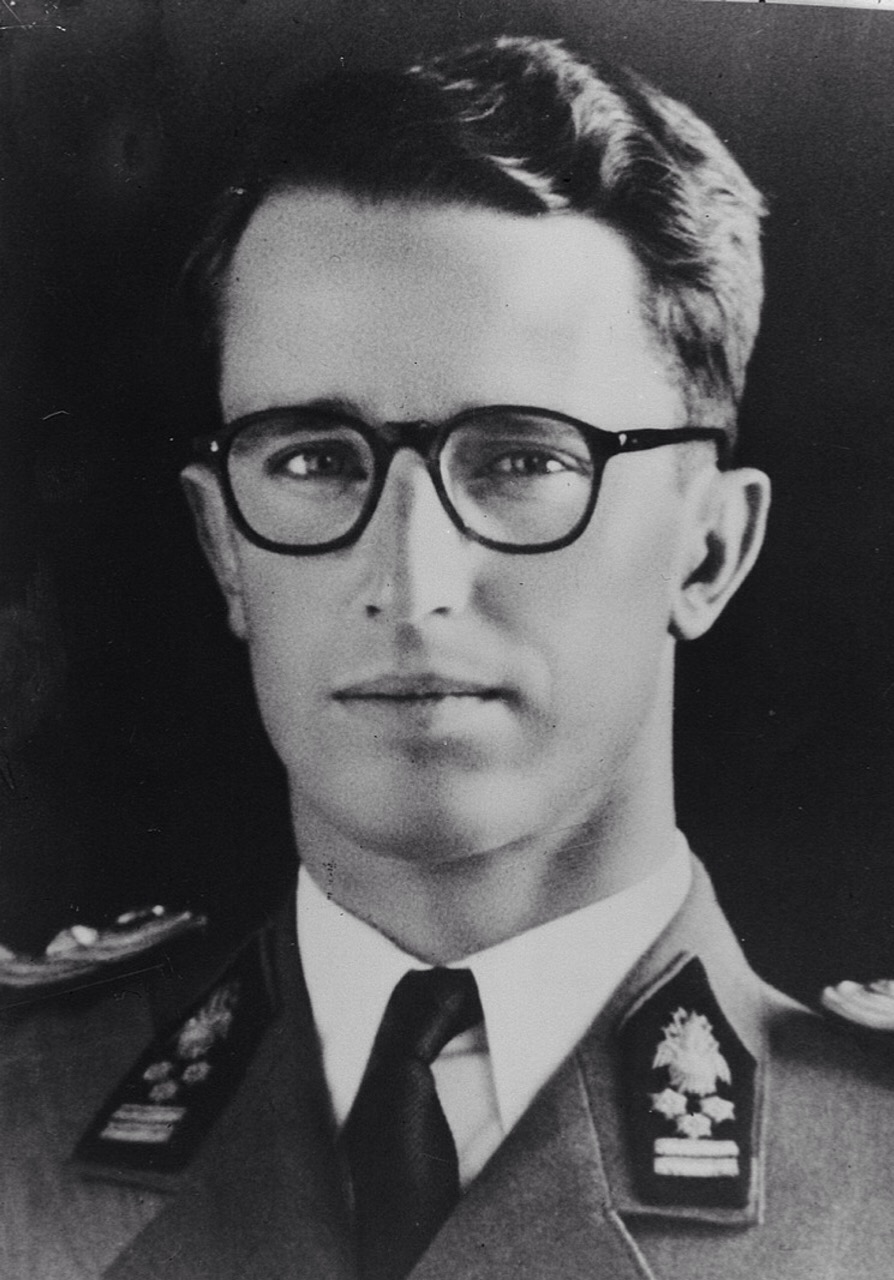
Re Baldovino del Belgio nel 1960

Con l'espressione mini-questione reale in Belgio si fa riferimento alla situazione che circondò il rifiuto di re Baldovino di approvare il disegno di legge per depenalizzare l'aborto.

## Storia

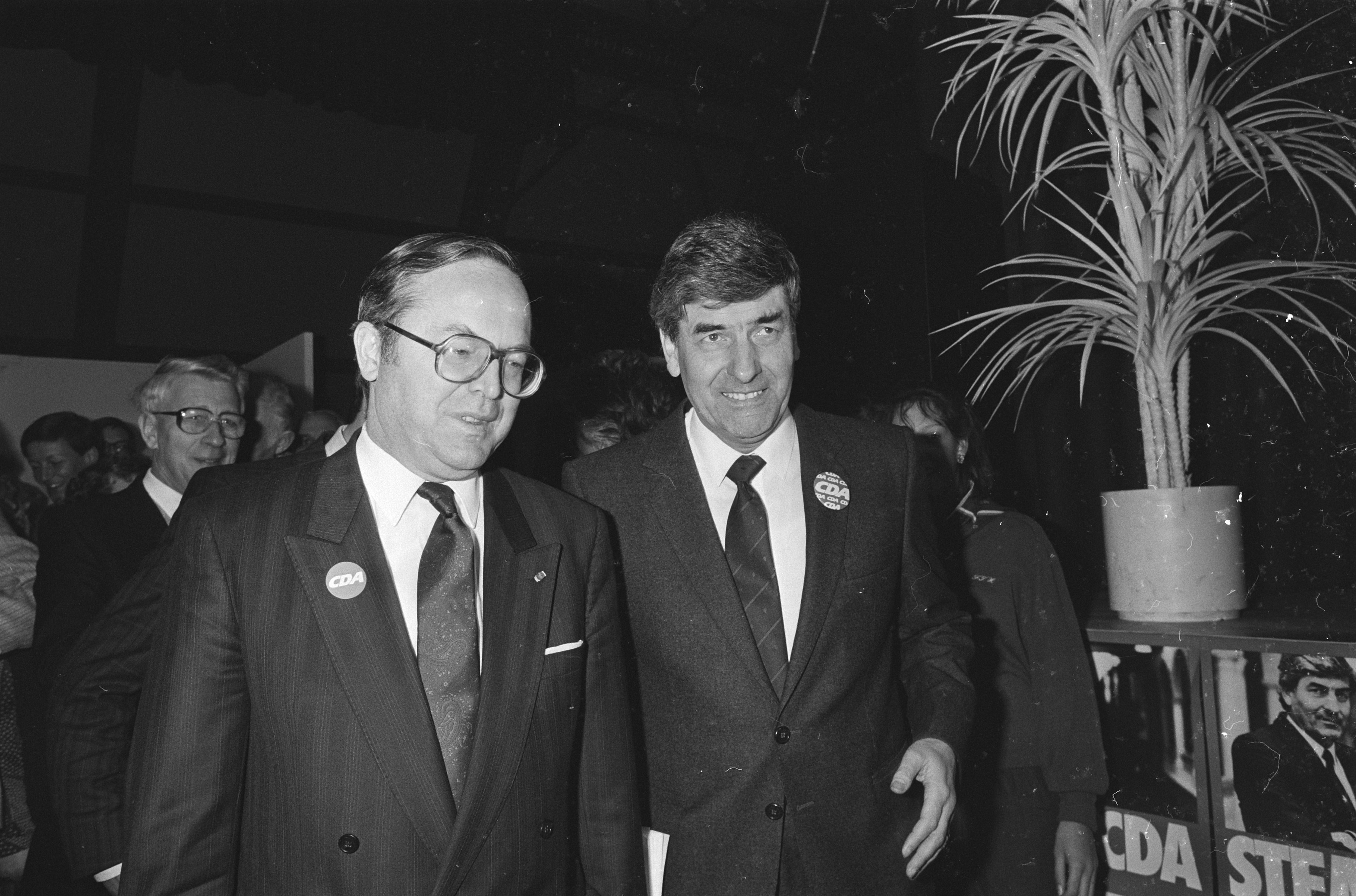
Il Primo ministro belga Wilfried Martens nel 1986

Il 30 marzo 1990, Baldovino inviò due lettere all'allora Primo ministro, Wilfried Martens, in cui affermava che a causa di motivazioni morali non riusciva a firmare la legge sulla depenalizzazione dell'aborto. Tuttavia, Baldovino non voleva ostacolare il processo democratico e quindi, in una seconda lettera, chiese una soluzione in base alla quale la legge potesse diventare valida senza che egli dovesse firmarla. Lo stesso Baldovino suggerì in questa lettera l'emendamento della costituzione, cioè l'articolo 26, paragrafo 1, in modo che il re non firmasse più nuove leggi.
L'obiezione di coscienza di Baldovino era basata sulla sua convinzione religiosa profondamente cattolica, aggravata dal fatto che l'allora coppia reale era senza figli, nonostante avesse un grande desiderio di genitorialità.

## Soluzione
La soluzione che fu concepita per il problema della mini-questione reale è legalmente controversa. Martens si era basato sulla spiegazione del professore dell'Université libre de Bruxelles Jean Stengers nella sua biografia di re Leopoldo III. Secondo il capo dello staff di Martens, il costituzionalista André Alen, fu egli stesso l'inventore dell'idea, cioè la combinazione di elementi di due disposizioni costituzionali (articoli attuali 90, secondo paragrafo e 93 della Costituzione).
L'articolo 90, paragrafo 2 recita:
A datare dalla morte del Re e fino a che il suo successore o il Reggente abbiano prestato giuramento, il potere costituzionale del Re viene esercitato a nome del popolo belga dai ministri riuniti in consiglio, e sotto la loro responsabilità.
L'articolo 93 recita:
Se il Re si trova nell'impossibilità di regnare, i ministri, dopo aver fatto constatare tale impossibilità, convocano immediatamente le Camere. Le Camere riunite provvedono alla tutela ed alla reggenza.
Fu usata solo la seconda clausola dell'articolo 90, secondo comma, poiché il re non era morto. L'articolo 93 usava solo la prima frase e quindi non prevedeva la tutela e la reggenza.
La lettera di Baldovino fu letta alla Camera dei rappresentanti il 3 aprile 1990, dopo di che fu stabilita l'impossibilità del re di regnare. Di conseguenza, il Consiglio dei ministri divenne responsabile per la ratifica della legge. Dopo la ratifica da parte del Consiglio dei ministri, la riunione congiunta della Camera e del Senato del 5 aprile 1990, stabilì per voto che il Re era di nuovo in grado di governare.

## Critiche

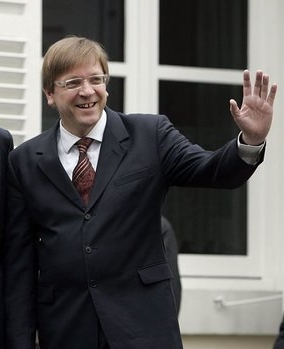
Guy Verhofstadt nel 2005

Secondo alcune dottrine giuridiche, la soluzione legale includeva una lettura selettiva della costituzione.
Altre voci sostennero che l'impossibilità di regnare in passato fu stabilita da terzi, mentre in tal caso fu il re stesso a deciderla.
Il 19 aprile l'incidente fu discusso alla Camera e al Senato e il governo Martens VIII chiese al parlamento un voto di fiducia. Politicamente, il presidente del Partito della Libertà e del Progresso Guy Verhofstadt si lamentò a nome dell'opposizione che il governo avesse agito incostituzionalmente, secondo lui. A suo avviso, l'impossibilità di regnare doveva originarsi in circostanze al di fuori della volontà del re. Il deputato della maggioranza dell'Unione Popolare Paul Van Grembergen e Henri Simons per conto di Agalev-Ecolo all'opposizione sostennero una transizione verso il modello svedese, con una monarchia puramente protocollare. Martens rispose che l'impossibilità per il re di governare nella Costituzione stessa non era definita e che la dottrina della legge non contraddiceva il fatto che il Consiglio dei ministri potesse prendere questa decisione.